# Битковиці
Битковиці (пол. Bytkowice, нім. Böthkenwalde) — село в Польщі, у гміні Короново Бидґозького повіту Куявсько-Поморського воєводства.
Населення — 122 особи (2011).
У 1975-1998 роках село належало до Бидгощського воєводства.

## Демографія
Демографічна структура станом на 31 березня 2011 року:
|          | Загалом | Допрацездатний вік | Працездатний вік | Постпрацездатний вік |
| -------- | ------- | ------------------ | ---------------- | -------------------- |
| Чоловіки | 66      | 15                 | 47               | 4                    |
| Жінки    | 56      | 13                 | 36               | 7                    |
| Разом    | 122     | 28                 | 83               | 11                   |